# Bunkhouse Stampede
Bunkhouse Stampede foi um evento de wrestling profissional realizado anualmente pela Jim Crockett Promotions de 1985 até 1988.

## Vencedores do Bunkhouse Stampede
- 1985: Dusty Rhodes
- 1986: Dusty Rhodes
- 1987: Dusty Rhodes
- 1988: Dusty Rhodes